# Нове-Место-над-Метуйи
Нове-Место-над-Метуйи (чеш. Nové Město nad Metují, нем. Neustadt an der Mettau) - город на северо-востоке Чехии, близ границы с Польшей.

## География
Город административно входит в состав района Наход Краловеградецкого края. Лежит на скалистой платформе в предгорье, с трёх сторон окружённой рекой Метуйи (Меттау). Нове-Место-над-Метуйи является одним из наиболее сохранившихся со времён Средневековья чешских городов и ныне находится как памятник под охраной государства.

## История
Был основан в 1501 году владельцем соседнего городка Кршина Яном Чернчицким из Качова. В 1503 году получил городские права и королевские привилегии. К данным королевским привилегиям, в частности, относилось право рыночной торговли, взимания торговых пошлин и право варения пива. В это же время в Нове-Место был возведён укреплённый замок. После пожара 1526 года город переходит во владение рода Пернштейнов, представители которого призвали итальянских архитекторов, перестроивших центр города в стиле Ренессанса, в том числе и замок. После смерти Яна IV из Пернштейна в 1548 году его наследники продали владение штирийскому аристократическому роду Штубенбергов. В 1620 году, в связи с участием Рудольфа фон Штубенберга в антигабсбургском восстании сословий, положившем начало Тридцатилетней войне, город Нове-Место был конфискован императором и пожалован его полководцу Альбрехту фон Валленштейну, который вскоре продал его Марии-Магдалене Трчке из Лобковиц, а та, в свою очередь, своему сыну Адаму Трчку из Липы. Последний пытался насильно провести на приобретённой территории повторное обращение жителей, перешедших в протестантизм, в католическое вероисповедание, что вызвало крестьянское восстание в 1628 году.
После гибели в Хебе поддерживавшего Валленштейна Адама Трчка из Липы в 1634 году император Фердинанд II пожаловал панство Наве-Место своему фельдмаршалу Уолтеру Лесли, выходцу из Шотландии, участвовавшему в заговоре с целью убийства Валленштейна. Лесли пригласил итальянца Карло Лураго, который перестроил в 1655—1661 годах замок в стиле барокко. Племянник Уолтера, Якоб Лесли позднее основал в местечке монастырь «Милосердных братьев» с госпиталем и церковь св. Марии. После того, как богемская линия рода Лесли в 1802 году пресеклась, город и панство перешли к дворянскому роду фон Дитрихштейн, а в 1858 году к их отдалённым родственникам князьям Лихтенштейн, фон Ламберг и др., которые жили в других местах и Нове-Место не посещали. И замок, и сам город постепенно приходили в упадок.
В 1908 году замок и владение приобрёл текстильный фабрикант и миллионер Йозеф Бартон. В 1948 году социалистическое правительство Чехословакии национализировало замок. После распада Чехословакии новые власти в 1992 году по реституции возвратили замок наследникам Йозефа Бартона.

## Достопримечательности
Исторический центр города с 1970 года является охраняемым государством памятником культуры страны.
- Замок Нове-Место-над-Метуйи
- Рыночная площадь, застроенная зданиями эпохи Ренессанса и ратушей
- Церковь св. Троицы и юго-восточной части Рыночной площади (1519, перестроена в 1540 году)
- "Чумная колонна" (1696)
- Статуя св. Троицы, возведённая в 1767 году в ознаменование окончания Семилетней войны
- Местечко Крчин, являющееся одним из старейших в Восточной Чехии. Находящаяся здесь церковь Св. Духа с колокольней возведена в XIII столетии.

## Население
| Год  | Численность | Численность |
| ---- | ----------- | ----------- |
| 1869 | 3789        | [ 5 ]       |
| 1880 | 4011        | [ 5 ]       |
| 1890 | 4507        | [ 5 ]       |
| 1900 | 5531        | [ 5 ]       |
| 1910 | 6212        | [ 5 ]       |
| 1921 | 5699        | [ 5 ]       |
| 1930 | 6004        | [ 5 ]       |
| 1950 | 5836        | [ 5 ]       |
| 1961 | 6741        | [ 5 ]       |
| 1970 | 7988        | [ 5 ]       |
| 1980 | 9709        | [ 5 ]       |
| 1991 | 10 220      | [ 5 ]       |
| 2001 | 10 074      | [ 5 ]       |
| 2014 | 9726        | [ 6 ]       |
| 2016 | 9550        | [ 7 ]       |
| 2017 | 9517        | [ 8 ]       |
| 2018 | 9504        | [ 9 ]       |
| 2019 | 9436        | [ 10 ]      |
| 2020 | 9398        | [ 11 ]      |
| 2021 | 9317        | [ 12 ]      |
| 2022 | 9132        | [ 13 ]      |
| 2023 | 9378        | [ 14 ]      |
| 2024 | 9304        | [ 3 ]       |

## Города-побратимы
- Польша, Душники-Здруй
- Германия, Хильден
- Великобритания, Уоррингтон
- Румыния, Герник

## Галерея

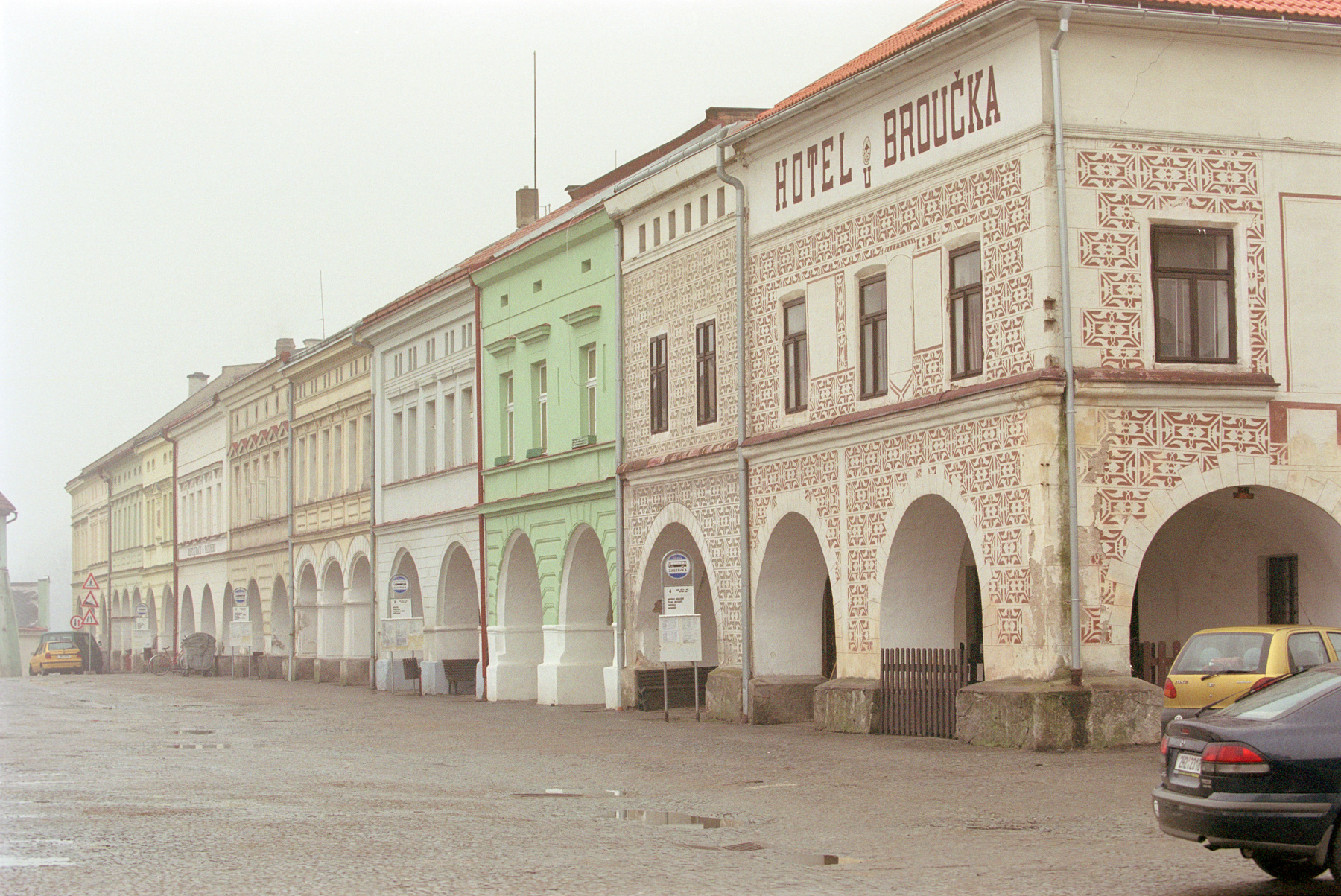
Здания на Рыночной площади
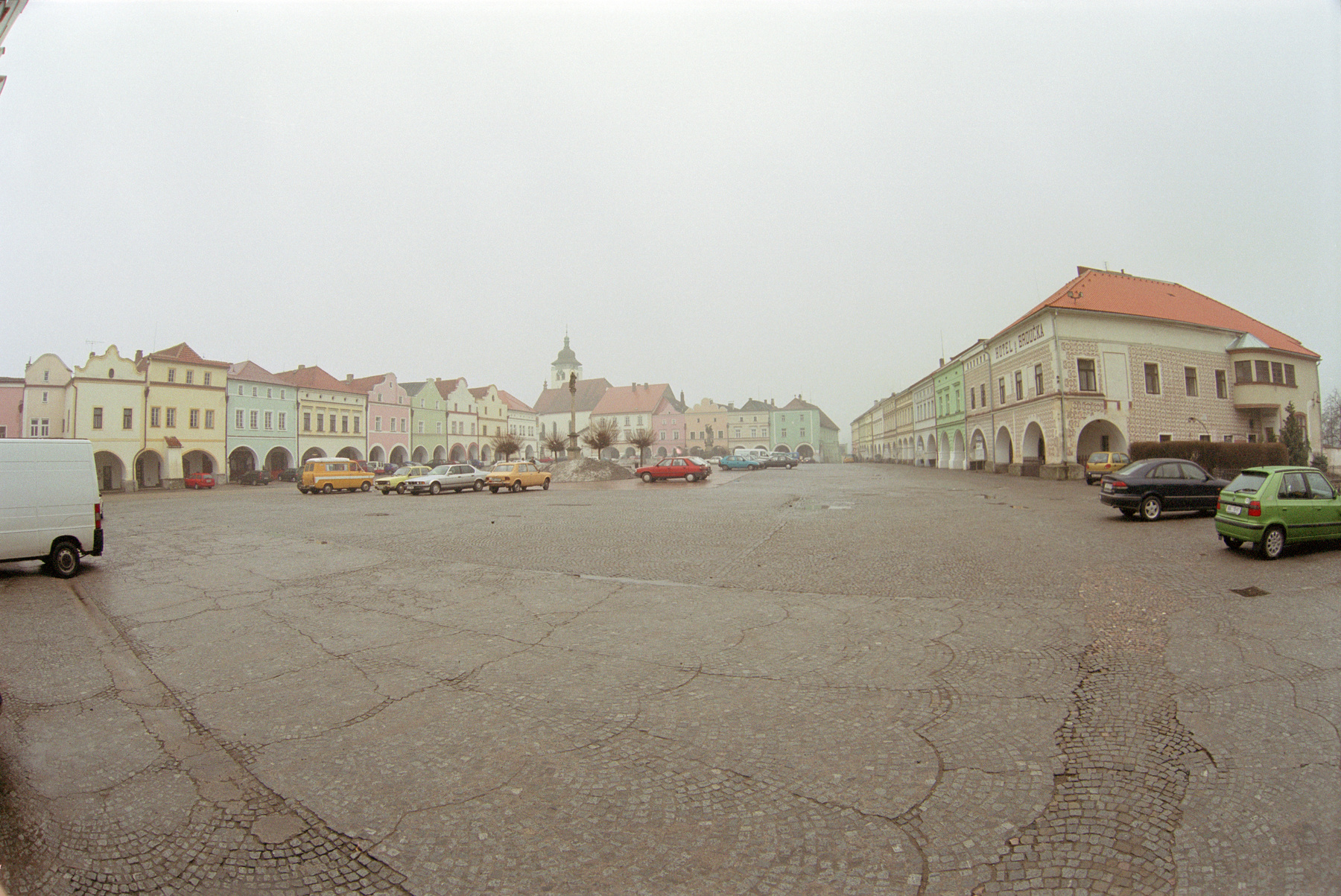
Рыночная площадь
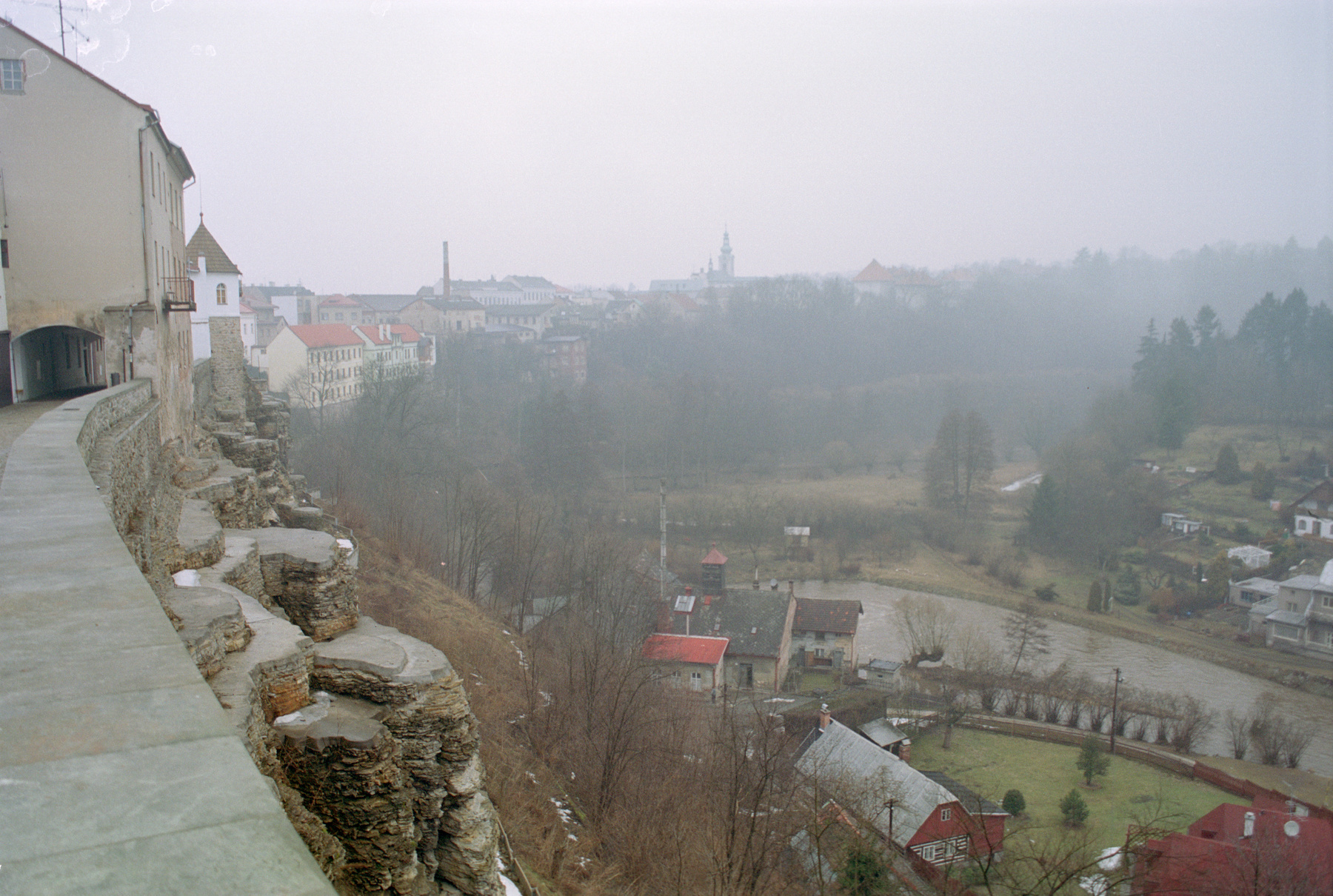
Вид со скал на реку Метуйи
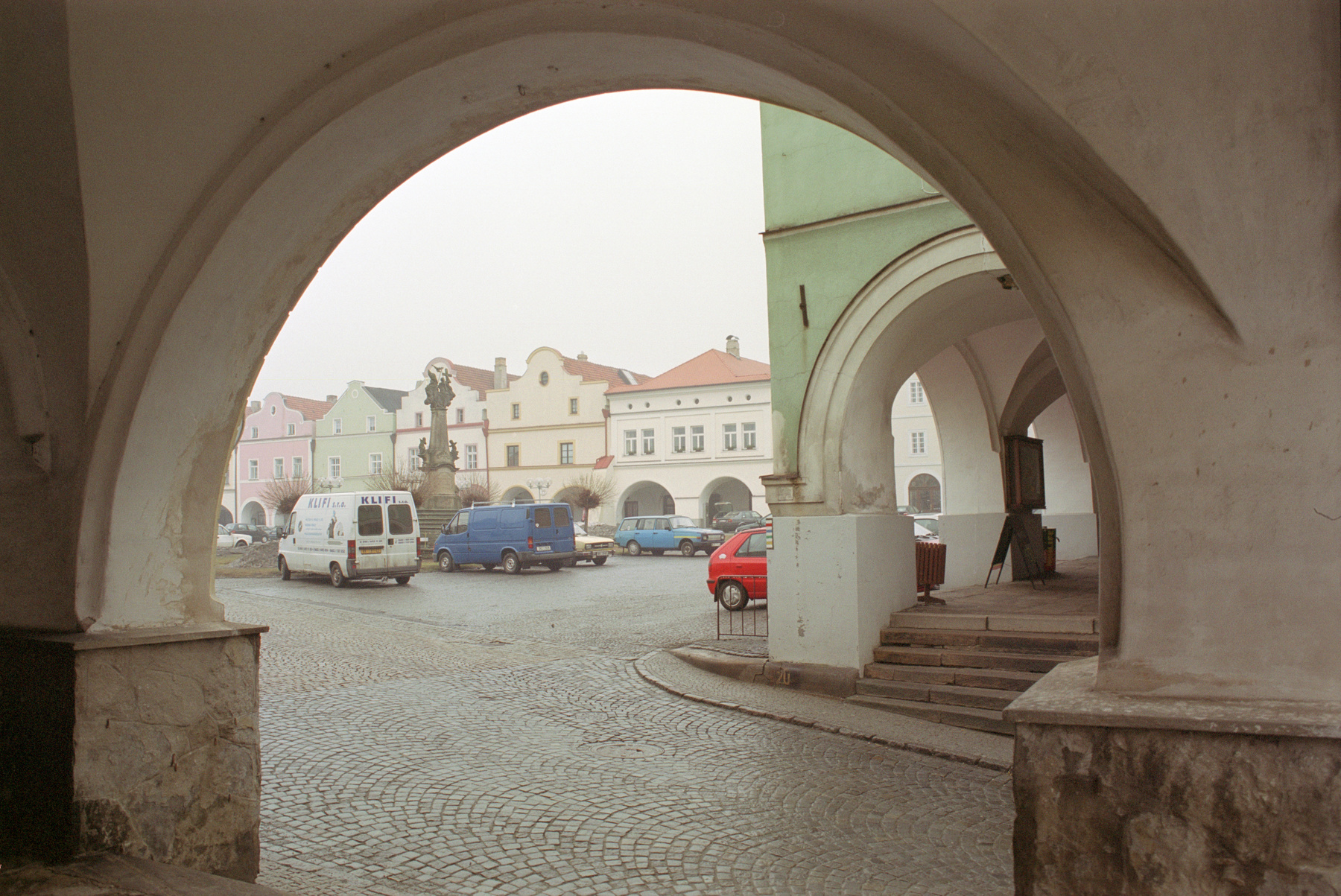
Аркады и Рыночная площадь
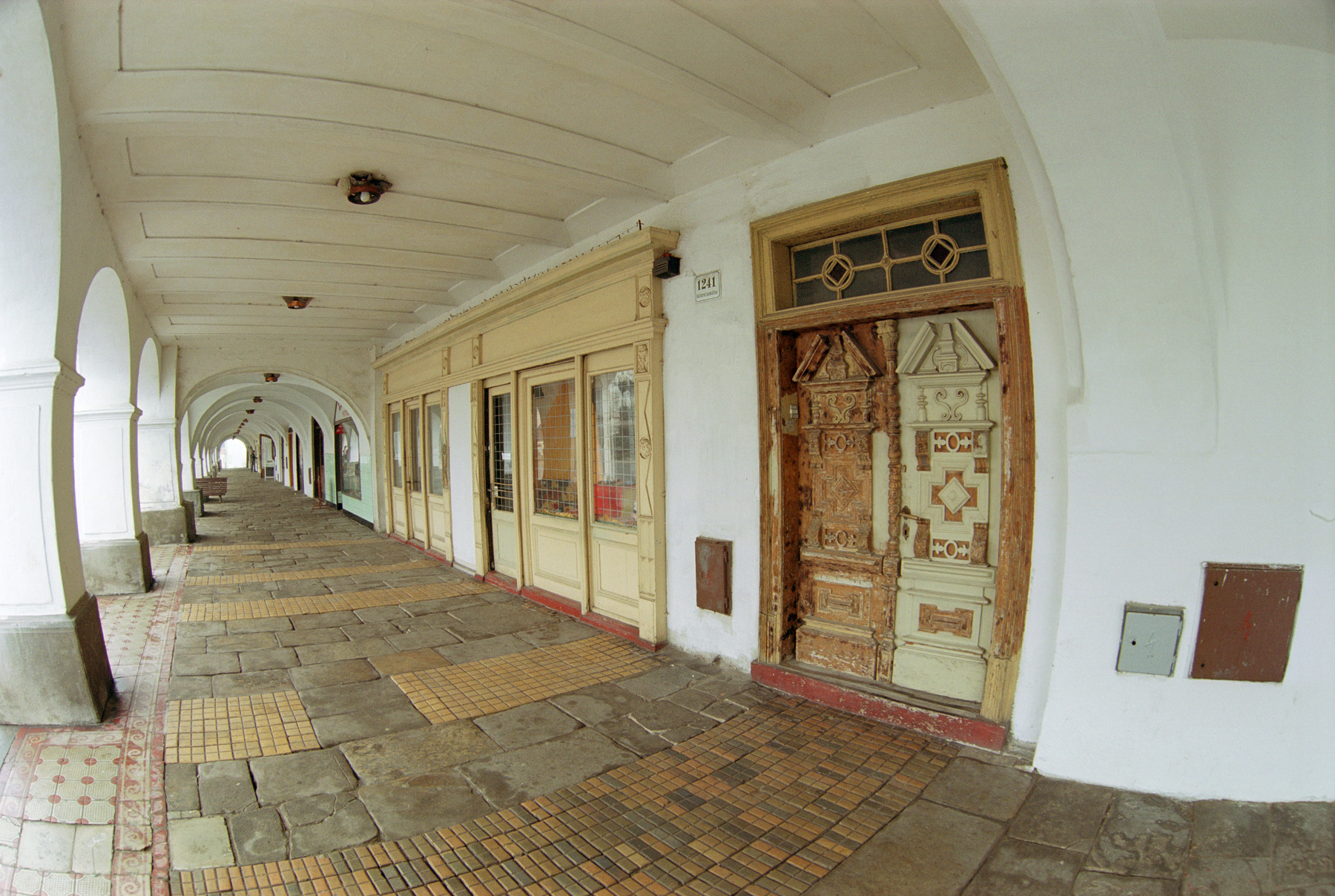
Аркады
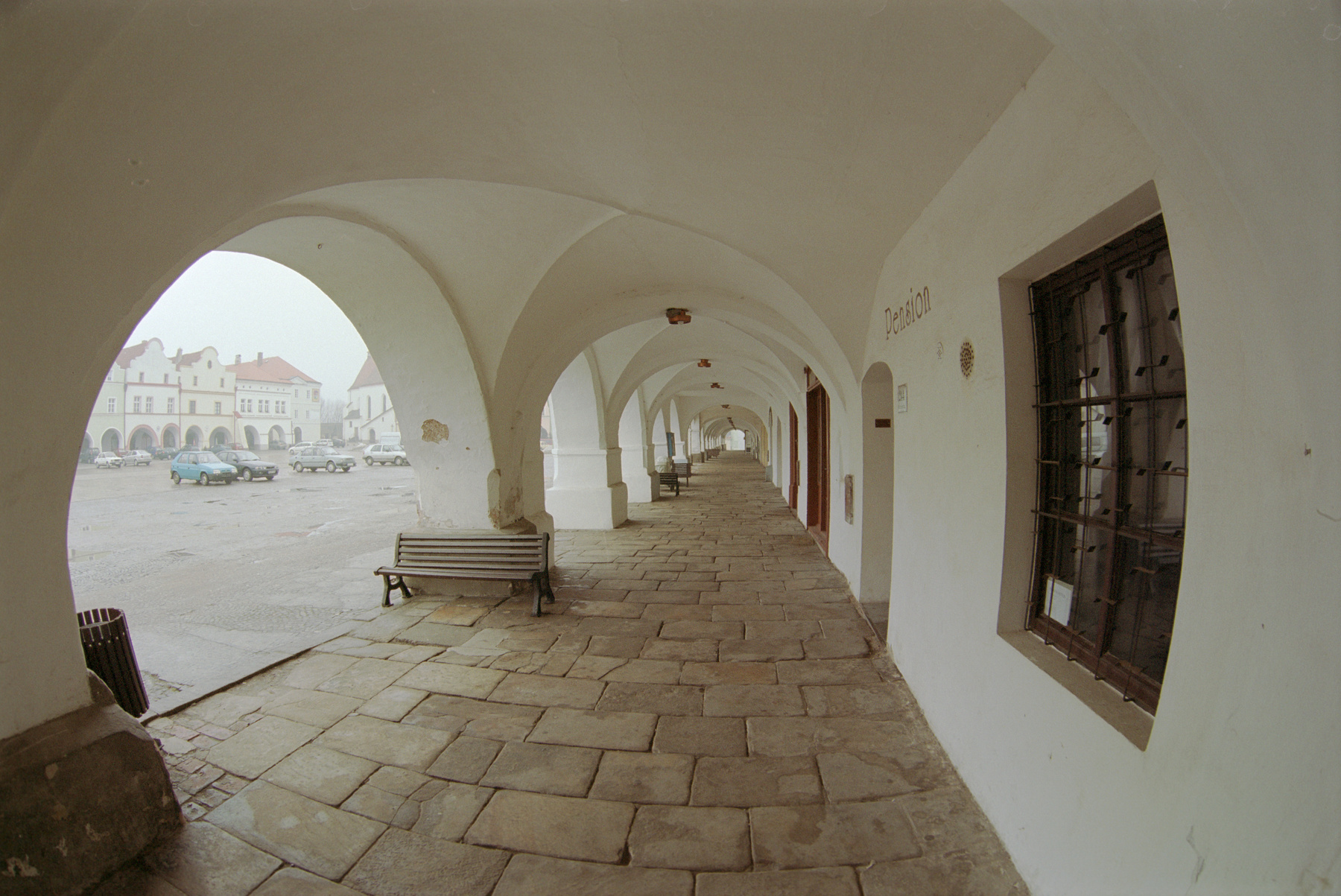
Аркады и Рыночная площадь